# Nardia compressa

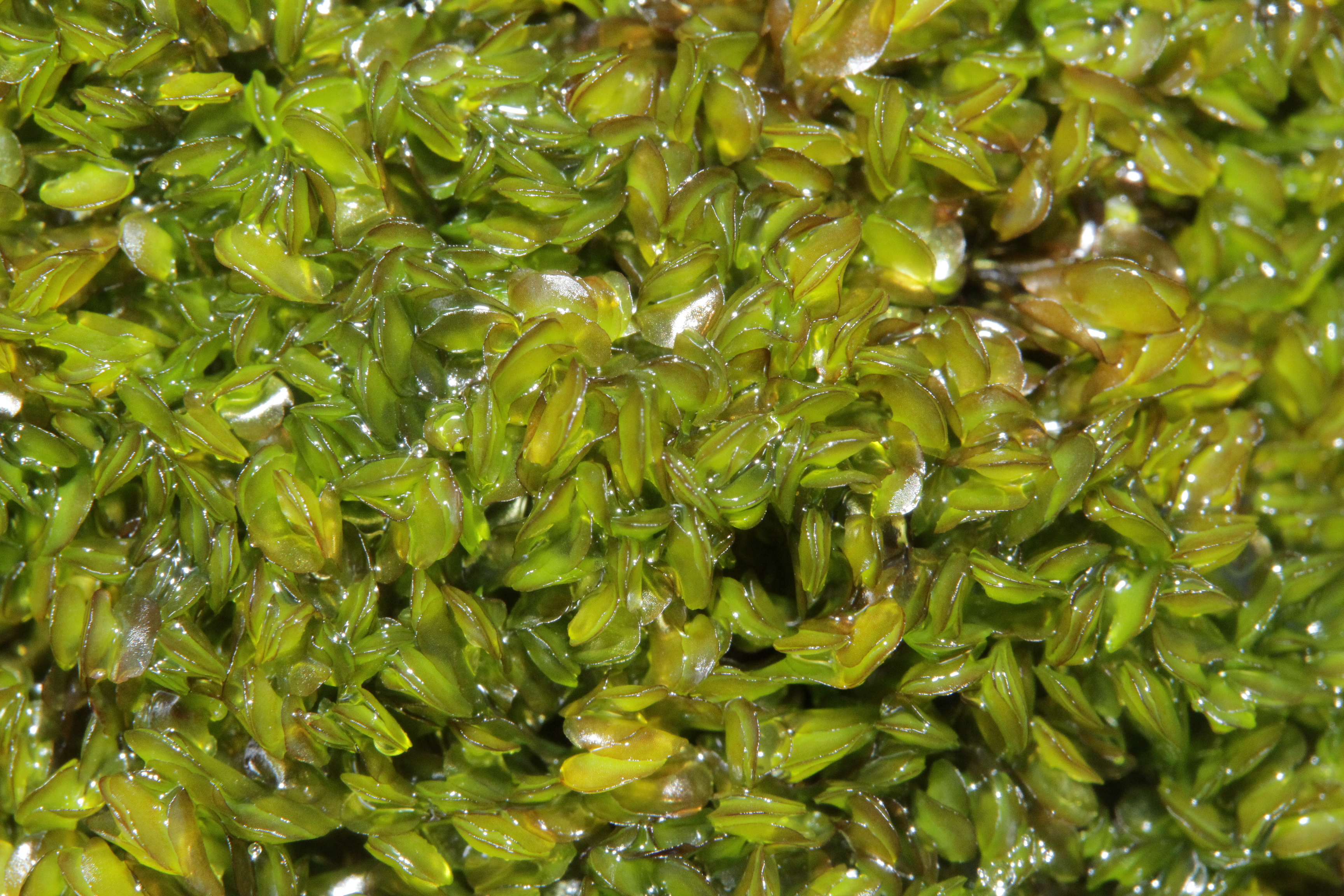
Nahansicht

Nardia compressa ist eine Lebermoos-Art aus der Familie Jungermanniaceae. Deutsche Namen sind Bach-Flügellebermoos oder Bach-Scheibenblattmoos.

## Merkmale
Die Art bildet olivgrüne bis rotbraune, oft große, ausgedehnte, schwammige Rasen. Die Pflanzen sind bis 10 Zentimeter lang. Die Flankenblätter sind nierenförmig, breiter als lang und an beiden Seiten flach an das Stämmchen gedrückt, die Pflanzen bekommen dadurch ein zusammengedrücktes Aussehen. Kleine, lanzettliche Unterblätter sind nur im oberen Teil des Stämmchens vorhanden und sind schwer zu sehen. Die Blattzellen sind dünnwandig, haben kleine verdickte Zellecken und sind in der Blattmitte 30 bis 50 Mikrometer groß, am Blattrand deutlich kleiner. Die Geschlechterverteilung ist diözisch. Sporogone sind sehr selten, Brutkörper werden nicht gebildet.

## Standortansprüche
Nardia compressa besiedelt an lichtreichen Stellen kalkfreie Quellmoore und Quellfluren, meist in flachem Gelände mit langsamem Wasserdurchfluss, weiters auch periodisch überrieselte Silikatfelsen.
In den Alpen ist sie eine Hochgebirgsart und lebt hier in subalpinen und alpinen Lagen der Zentralalpen zerstreut bis verbreitet. In anderen Teilen Mitteleuropas dagegen wie in den Mittelgebirgen Deutschlands kommt sie in tieferen Höhenlagen vor, hier vor allem in der Westeifel und im Hohen Venn. In Nordspanien lebt sie sogar fast in Meereshöhe.

## Verbreitung
Weltweit gibt es Vorkommen in den Gebirgen Zentral- und Westeuropas, im westlichen Nordeuropa, im Kaukasus, in der Türkei, im östlichen Asien, im westlichen Nordamerika und in Südgrönland.